# خوان فرنسيسكو فيفيروس
خوان فرنسيسكو فيفيروس (بالإسبانية: Juan Francisco Viveros)‏ هو مدرب كرة قدم ولاعب كرة قدم تشيلي في مركز الهجوم، ولد في 11 أغسطس 1980 في كونثبثيون في تشيلي. شارك مع منتخب تشيلي تحت 17 سنة لكرة القدم. أما مع النوادي، فقد لعب مع ألفيركا وأونياو ليريا وسانتياغو واندررز وسبورتينغ لشبونة ونادي اتحاد إب ونادي كوميونيكيشنس وهواتشيباتو.

## وصلات خارجية
- خوان فرنسيسكو فيفيروس على موقع قاعدة بيانات كرة القدم.إي يو (الإنجليزية)
- خوان فرنسيسكو فيفيروس على موقع Soccerway.com (الإنجليزية)